# Angela Dellepiane
Angela Dellepiane (Chiavari, 13 aprile 1954 – Genova, 24 luglio 2009) è stata una danzatrice e coreografa italiana.
Fu anche danzaterapeuta.

## Biografia
Specialista di danza classica indiana, fondò a Genova il Centro Mudra per la diffusione dell'arte bharatanatyam.
Laureatasi nel 1985 in scienze biologiche, viaggiatrice in India fin dalla giovane età (si era diplomata alla Department of Education and Sangeetha Nrityashala School of bharatanatyam di Bangalore), come coreografa realizzò diversi spettacoli fra cui La via luminosa e I sei gesti solenni del Buddha - performance di estetica del silenzio.
Fra le sue esperienze come docente e studiosa della materia si segnalano l'insegnamento di danza creativa al Centro di Ricerca sulla Comunicazione e il Linguaggio del Corpo di Genova (1988), l'impegno al Masters Yoga - Scuola di Formazione per Insegnanti di Yoga presso l'istituto "Lama Tzong Khapa" di Pomaia (2000) e la serie di articoli sulla danza indiana per il periodico Sarvodaya e sulla danzaterapia per la rivista L.u.m.e.n., oltre alle consulenze sui Mudrā per Elle (1999-2002).

## Spettacoli
Questi i principali spettacoli curati da Angela Dellepiane:
- 1994 - Karma, Premio Speciale Giuria per la rassegna Teatro Giovane
- 1995 - Con tutte le tue creature, segnalazione speciale della giuria della rassegna Teatro Giovane
- 1998 - La via luminosa, PalaVobis di Milano
- Chitra, di Abanindranath Tagore, come danzatrice e coreografa (recital a Genova, Valenza, Cupramontana, Maiolati)
- Spettacoli di danza indiana Bharatanatyam (spettacoli a Roma, Milano, Genova, Brescia, Alessandria, Piacenza, Prato, Mondovì, Novi Ligure, Compiano, Ancona, Reggio Calabria)
- La leggenda di Rāma  (spettacoli a Genova, Bordighera, Finale Ligure, Bolzano)
- Devadasi (spettacoli a Genova e Piacenza)
- Shiva ed Euterpe, danza indiana su concerto di pianoforte (spettacoli a Genova e Bordighera)

## Trasmissioni televisive
- Casa Laurito, con Marisa Laurito, Stream TV, maggio 2002
- Il sogno dell'angelo, con Catherine Spaak, LA7, ottobre 2002